# توماس انيروث
كارل توماس إنيروث (من مواليد 4 ديسمبر 1966) هو سياسي سويدي عن حزب العمال الديمقراطي الاشتراكي كما أنه وزيرًا للبنية التحتية منذ عام 2017. شغل سابقًا منصب زعيم حزب العمال في البرلمان السويدي من 2014 إلى 2017. وهو عضو في البرلمان السويدي منذ 1994 كممثل محافظة كرونوبري.